# Básnická hexalogie
Básnická hexalogie je souhrnné označení pro sérii šesti filmů režiséra Dušana Kleina podle scénářů Ladislava Pecháčka z let 1982–2016. Série vypráví osudy dvojice kamarádů Štěpána a Kendyho (Pavel Kříž a David Matásek) od středoškoláků až po zralé padesátníky. Série je světovým unikátem v tom, že všechny filmy mají stejného scenáristu, stejného režiséra i stejné představitele hlavních rolí.
Námětem prvního filmu série byla Pecháčkova próza Amatéři, další díly byly natočeny po diváckém úspěchu předchozích filmů, avšak se stále větším časovým odstupem.
Seznam filmů básnické hexalogie:
1. Jak svět přichází o básníky (1982)
2. Jak básníci přicházejí o iluze (1984)
3. Jak básníkům chutná život (1988)
4. Konec básníků v Čechách (1993)
5. Jak básníci neztrácejí naději (2004)
6. Jak básníci čekají na zázrak (2016)